# Theater o.N.

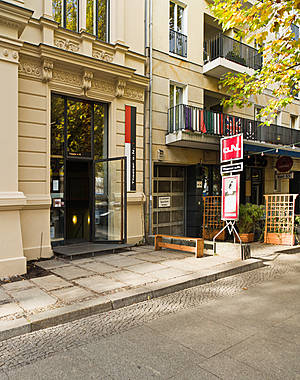
Spielstätte des Theaters o.N. in der Kollwitzstraße, Berlin

Das Theater o.N. ist ein freies Theaterensemble mit eigener Spielstätte und Repertoirebetrieb in Berlin.
1979/80 unter dem Namen „Zinnober“ gegründet, war es das erste freie Theater der DDR. In den 1980er Jahren erarbeitete Zinnober im selbstbestimmten Verbund von freiberuflichen Schauspielern, Puppenspielern, Autoren, Regisseuren und Musikern zahlreiche Stücke für Kinder und Erwachsene. Weitverbreitete öffentliche Aufmerksamkeit war u. a. Stücken wie Jäger des verlorenen Verstandes (1982) und insbesondere traumhaft (1985) zuteil. Ab 1986 tourte Zinnober auch in Westdeutschland.
Nach dreißigjähriger basisdemokratischer Zusammenarbeit entschied sich das Theater im Jahr 2010, fortan mit einer künstlerischen Leitung zu arbeiten und setzte zwei Schwerpunkte für den Neubeginn – die Arbeit in strukturschwachen Bezirken mit geringem kulturellem Angebot und Theater für ein sehr junges Publikum.
2013 wurde die Inszenierung hell erzählen, eine Theaterproduktion über den Alltag von Jugendlichen in Berlin-Hellersdorf, mit der Einladung zum Theatertreffen der Jugend ausgezeichnet. 2014 erhielt das Theater o.N. den George-Tabori-Förderpreis, verliehen vom Fonds Darstellende Künste.
Seit 2013 richtet das Theater o.N. das Festival FRATZ International aus. Es ist bundesweit das einzige Festival im Bereich der darstellenden Künste, das sich an sehr junge Zuschauer im Alter von 0 bis 6 Jahren richtet.
Im Jahr 2019 gründete das Theater o.N. gemeinsam mit drei weiteren Berliner Organisationen die Plattform "Offensive Tanz für junges Publikum Berlin", welche die Stärkung von Tanz für Kinder und Jugendliche durch künstlerische Forschung und Produktion, Vermittlungsangebote, Diskurs-Veranstaltungen und Netzwerkarbeit zum Ziel hat.

## „Zinnober“ in der DDR und Nachwendezeit
Im Jahr 1979 schloss sich im sächsischen Crimmitschau eine Reihe von Theatermachern unter dem Namen „Zinnober“ zusammen, darunter die ehemaligen Mitglieder des Neubrandenburger Puppentheaters Steffen Reck, Gabriele Hänel, Werner Hennrich und Dieter Kraft, sowie das Puppenspieler-Duo Therese Herwig und Hans Krüger. Im Jahr darauf bezog die neu gegründete Theatergruppe den „legendären Zinnober-Laden“, ein Ladenlokal in der Knaackstraße 45 in Berlin-Prenzlauer Berg, das Zinnober bis 1995 als Proben- und Aufführungsraum diente. In den frühen Jahren war die Knaackstraße 45 vor allem ein Rückzugsort zum Arbeiten:

„Wir haben uns hier am Kollwitzplatz in die Klausur zurückgezogen […] die Jalousien runtergelassen und die Schotten dichtgemacht. Wir wollten Theater machen, glaubwürdig, zu dem wir stehen konnten. Aber auch unsere Art von alternativem Leben versuchen. Dafür haben wir die offiziellen Theater verlassen und sind ins Ungewisse gegangen.“

Später begann Zinnober, das Ladenlokal auch als Aufführungsraum zu nutzen, wobei die Räumung durch die Polizei drohte. Die Gruppe wurde verboten. Nur die Lizenz, als Einzelkünstler aufzutreten, blieb den damaligen Mitgliedern erhalten, Gruppenauftritte dagegen waren nicht erlaubt. Die Rahmenbedingungen aus Sicht der DDR-Behörden beschreibt Petra Stuber in ihren „Studien zum DDR-Theater“:
Nichtsdestotrotz arbeitete Zinnober weiter im Verbund. Zu den Mitgliedern der 1980er Jahre zählen die Schau- und Puppenspieler Gabriele Hänel, Iduna Hegen, Werner Hennrich, Hans Krüger, Steffen Reck, Uta Schulz, Günther Lindner, Hartmut Mechtel und der Dramaturg Dieter Kraft sowie der Bühnenbildner Christian Werdin. Aufführungen fanden statt, teils genehmigt, teils illegal, hinter heruntergelassenen Rollläden, in Kirchen und Gemeindezentren, ohne öffentliche Ankündigungen im Stillen oder getarnt als Volksfeste.
1986 initiierten Christa Wolf u. a. eine Aufführung vor den Mitgliedern der Akademie der Künste, was schließlich zur Aufhebung des Aufführungsverbotes führte. Sogar Auftritte in der BRD wurden von nun an möglich.
Die gesellschaftlichen Umbrüche nach dem Fall der Mauer zog die Neuordnung der Gruppe nach sich, einige Mitglieder verließen das Ensemble, neue kamen hinzu. In diese Zeit fällt auch die Umbenennung in „Theater o.N.“, wobei es mehrere Ausdeutungen der Abkürzung gibt, so dass im mündlichen Sprachgebrauch die Buchstaben gesprochen werden.

## Spielstätte in der Kollwitzstraße 53
Seit 1995 ist das Theater o.N. in der Kollwitzstraße 53 beheimatet, ein Laden- und Wohngebäude zwischen Senefelderplatz und Kollwitzplatz in Berlin-Prenzlauer Berg. Hier mietet das Theater Räume über zwei Etagen an. Zu den öffentlichen Räumen gehören ein Gastraum mit Bar im Souterrain des Hauses sowie der über eine Treppe zugängliche Bühnenraum im Hochparterre mit ca. 60 Sitzplätzen auf einer Zuschauertribüne. Der Bühnenraum ist ein typisches Berliner Zimmer, über das man in die Räume des Hinterhauses gelangt. Diese werden vom Theater als Garderobe, Werkstatt, Lager und Büro genutzt. Der hintere Ausgang des Theaters führt direkt zum Judengang an der Rückseite des Jüdischen Friedhofs.

## Arbeitsansätze und -schwerpunkte

### Biografisches Theater
Das Theater o.N. arbeitet, wie auch schon die Gruppe Zinnober, nach dem Ansatz des Biografischen Theaters. Die persönliche Lebensgeschichte der Beteiligten stellt demnach den Ausgangspunkt für die Entwicklung einer Inszenierung dar. Grund hierfür ist die Überzeugung, dass die individuelle Biografie allgemeingültige Bedeutung erlangen kann. Damit folgt das Theater o.N. unter anderem den Überlegungen des Philosophen Ralph Waldo Emerson, welcher der Auffassung ist, dass „je tiefer der Mensch in seine persönlichste und geheimste Vorahnung hinabtaucht, er zu seinem Erstaunen feststellt, dass sie die am meisten anerkannte, öffentlichste und allgemein gültige ist“.
Persönliche Erlebnisse der Schauspieler bilden einen kollektiven Erfahrungshintergrund, auf dessen Grundlage szenisches Material entwickelt wird. Beispielsweise wurde traumhaft (1985), eine der bekanntesten Inszenierungen von Zinnober, nach dieser Methode erarbeitet. Kollektives Theater entsteht hier in der Summierung und Potenzierung von Individualitäten. Fast zwei Jahre arbeitete die Gruppe an dem Schauspiel. „Wir wussten, dass das Stück mit unseren Biografien zusammenhängen musste. Und da zu dieser Zeit der 35. Jahrestag der DDR anstand, da wir alle etwa genau so alt waren, war da eine spannende Parallelität zu finden. Wobei wir überhaupt keine politischen Absichten hineinlegten. Wir wussten nur, dass in unseren persönlichen Aussagen genug politische Aussage stattfinden wird.“
Dreieinhalb Stunden dauerte die Inszenierung, in der jeder der acht Schauspieler einen Auftritt hatte, zusammengesetzt aus fingierten Dialogen, Clownereien, Monologen, die aus Improvisationen entstanden. Für jeden stand etwas sehr Persönliches im Mittelpunkt: die Kindheit, die Familie. Ein Chor bildete den Rahmen für den Spieler oder die Spielerin, die sich in der Mitte regelrecht abarbeitete. Der Chor verfolgte kühl und unbeteiligt, mit neugieriger Distanz das Geschehen.
traumhaft speist sich aus der Selbstverständigung der Gruppe vor dem Hintergrund des damaligen gesellschaftlichen Kontextes. Das Stück wurde in der DDR zeitweise verboten, aber dennoch in vielen großen Städten zur Aufführung gebracht. Die weitreichende Resonanz beim Publikum lässt sich auf die „Authentizität des Subjektiven“ zurückführen, die dem Zuschauer die Identifizierung mit dem Bühnengeschehen ermöglicht. Die Kritik feierte die Inszenierung als „räuberisch-sensibles literarisches Kunstwerk“, das die Möglichkeit bietet zur „Bekanntschaft mit Kunstformen, die fast verloren schienen“ Zinnober nehme das Medium Theater wieder ernst in seinem Ursprung, schreibt die taz. Es werde gespielt, aber nicht auf Brettern die die Welt „be-deuten“. Im Unterschied zum deklarierend-bildungsphiliströsen Geistestheater, auf dem die Figuren Reden über die Rampe blasen, schaffe diese Kunst den Sprung über den Orchestergraben, indem sie nicht Leben zeigen wolle, sondern das Vitale selbst sei. Hier werde Theater als das Bedürfnis erinnert, aus dem es einst entstand.
Der Tradition von traumhaft folgend, entwickelte das Theater o.N. im Jahr 2015 unter der Regie von Ania Michaelis eine neue Inszenierung mit dem Titel Wachträume - Ein Panoptikum, gefördert vom Fonds Darstellende Künste. Das aktuelle Schauspielerensemble, dem drei ehemalige Zinnober-Spieler angehören, untersuchte gemeinsam mit einer Reihe von Gästen erneut das Verhältnis zwischen Individuum und Gesellschaft, indem es biografisches Material zum Ausgangspunkt nahm für die Entwicklung eines Theaterstücks.
Wachträume - Ein Panoptikum feierte am 17. September 2015 Premiere und weckte Aufmerksamkeit bei regionalen und überregionalen Medien. Gunnar Decker schrieb in Theater der Zeit:
„Die Welt der Wachträume ist ebenso sehr persönlich wie allgemein. Man betritt sie offenen Auges, aber etwas Fantastisches gerät ins Bild, etwas, das dem Wort Sehen einen neuen Sinn gibt. Es sind Visionen [...], sowohl mit positivem wie negativem Vorzeichen. All die Ziele und Zwecke der Geschichte wie auch der einzelnen Biografie gelten hier nichts mehr. Es ist ein hochpoetischer Abgesang von allem Anfang an, auf jene Verwendbarkeiten in der Welt der eindeutigen Absichten, deren Traumlosigkeit uns den Schlaf raubt.“

### Theater in strukturschwachen Stadtteilen
Das Theater o.N. arbeitet seit 2010 in so genannten strukturschwachen Berliner Stadtteilen mit geringem kulturellem Angebot, insbesondere im Bezirk Marzahn-Hellersdorf. Der Arbeit mit Kindern und Jugendlichen vor Ort liegt ebenfalls die Methode des biografischen Theaters zugrunde. Ausgehend von den individuellen Lebensgeschichten entstehen Theaterstücke, die keiner literarischen Vorlage folgen, sondern aus Improvisationen sowie eigenen Texten und Liedern der Beteiligten entwickelt werden.
Öffentliche Aufmerksamkeit erlangte vor allem die Theaterarbeit mit Jugendlichen aus Hellersdorf, die das Theater o.N. seit 2010 mittels Förderung der Schering Stiftung realisiert. Hieraus entstanden bislang drei eigene Inszenierungen, darunter hell erzählen, das 2013 zum Theatertreffen der Jugend eingeladen wurde. „Es ist roh, direkt, verträumt [...] Auf der Bühne stehen fünf Mädchen und vier Jungs zwischen elf und 15 Jahren, die aus ihrem Leben erzählen. Von Konflikten, Sehnsüchten, Tiefschlägen. Und von ihrem Kiez. Sie stammen aus Hellersdorf, dem Bezirk mit dem schlechten Ruf an der Berliner Peripherie, wo man die Randständigen verortet und die sozialen Probleme nicht bloß Statistik sind. Jede dritte Mutter alleinerziehend, jeder fünfte Bewohner arbeitslos, die Alkoholikerquote hoch, die Kinderarmut eklatant.“

### Theater für sehr junge Zuschauer
Seit dem Neubeginn im Jahr 2010 widmet sich das Theater o.N. verstärkt dem »Theater für die Jüngsten«. Die Regisseurin Ania Michaelis legte mit »Kokon« die erste Inszenierung für Zuschauer ab zwei Jahren vor. In Deutschland ist die Theaterform im Vergleich zu anderen europäischen Ländern vergleichsweise jung. Im Rahmen des Modellprojektes »Theater von Anfang an! Vernetzung, Modelle, Methoden: Impulse für das Feld frühkindlicher ästhetischer Bildung« des Kinder- und Jugendtheaterzentrums in der Bundesrepublik Deutschland wurde die Theaterarbeit mit sehr kleinen Kindern von 2006 bis 2009 in fünf deutschen Städten erprobt und es entstanden die ersten Inszenierungen für sehr junge Zuschauer.
Das Theater o.N. richtet sich mit seinem Theaterangebot für sehr junge Zuschauer an Kinder ab zwei Jahre, Familien, Einzelpersonen und Kita-Gruppen. Ziel ist die Schaffung eines öffentlichen Raumes für ein gemeinsames Kunsterlebnis. Inzwischen sind neben »Kokon« weitere Inszenierungen für ein sehr junges Publikum entstanden: darunter »Kling, kleines Ding*«, eine musikalische Performance des Dresdner Musikers und Regisseurs Bernd Sikora (2011), »Weiße Wäsche« des Schweizer Regisseurs Taki Papaconstantinou (2012), »eine kleine geschichte | a small story« (2013), eine Koproduktion mit starcatchers Edinburgh und »fliegen&fallen« (2015) von Gastchoreograf Florian Bilbao, die erste Tanzproduktion des Theaters o.N. für Zuschauer ab 2 Jahre. Diese Inszenierungen sind im Theater o.N. sowie national und international auf Gastspielen zu sehen.
Für die Erprobung des Genres »Theater für sehr junge Zuschauer« erhielt das Theater o.N. als erstes Kinder- und Jugendtheater die dreijährige Konzeptionsförderung des Fonds Darstellende Künste sowie im Jahr 2014 den George-Tabori-Förderpreis für seinen Beitrag zur Weiterentwicklung der Theaterform bundesweit und international.

### FRATZ Internationales Festival und Symposium
Im Jahr 2013 richtete das Theater o.N. erstmals ein Festival aus, das internationale Theaterproduktionen für Zuschauer ab zwei Jahren in Berlin zeigte. Im Rahmen von »FRATZ – Internationales Theaterfestival für sehr junge Zuschauer« wurden vier internationale und vier deutsche Inszenierungen in verschiedenen Berliner Stadtteilen gezeigt. Hauptförderer des Festivals waren der Hauptstadtkulturfonds und der Berliner Projektfonds Kulturelle Bildung. Das begleitende Symposium »Zwischen Kunst und Soziokultur – Was kann und will das Theater in strukturschwachen Stadtteilen leisten?« versammelte die internationale Szene von Theaterschaffenden in diesem Theatersegment zum Austausch über kulturpolitische und ästhetische Fragen. Kooperationspartner für das FRATZ Symposium waren das GRIPS-Theater und das Kinder- und Jugendtheaterzentrum in der Bundesrepublik Deutschland (KJTZ).
2015 fand die zweite Ausgabe des FRATZ Festivals statt. Vom 18. bis 22. April waren sieben Inszenierungen aus verschiedenen Ländern, darunter Australien, Russland, Frankreich und Belgien, zu sehen. Hierfür wurden temporäre Spielorte in sechs Berliner Bezirken eingerichtet. Der Berliner Projektfonds Kulturelle Bildung und die Stiftung Deutsche Jugendmarke förderten FRATZ 2015.
Parallel zum Festival fand erneut eine Tagung für Fachbesucher statt, dieses Mal zum Thema »Das kleine Kind als Gegenüber: zum Verhältnis von Menschenbild und Kunstverständnis«. Das Symposium wurde von der Beauftragten der Bundesregierung für Kultur und Medien gefördert.
Die dritte Ausgabe von FRATZ fand vom 10. bis 15. März 2017 statt. Ein besonderer Fokus wurde zu dieser Ausgabe auf "Musiktheater für sehr junge Zuschauer" gelegt. Für das begleitende Symposium ging das Theater o.N. eine Kooperation mit der Deutschen Oper Berlin ein.
Im Jahr 2019 veranstaltete das Theater o.N. die vierte Ausgabe des FRATZ Festivals (3. bis 8. Mai 2019). Das FRATZ Symposium stand unter der Überschrift "Eine andere Welt" und untersuchte die Rolle des Theaters und der Kunst in Bezug auf aktuelle gesellschaftspolitische Themen wie Klimawandel, Dekolonialisierung und Bildung.
Das fünfte FRATZ International war ursprünglich für die Zeit vom 24. bis 29. April 2020 angekündigt – mit einem Schwerpunkt auf Zeitgenössischen Tanz. Diese Ausgabe wurde coronabedingt in den Herbst 2020 verschoben und in einem hybriden Format mit teils in Präsenz und teils online stattfindenden Veranstaltungen durchgeführt. Das zugehörige Symposium 2020 thematisierte Internationalität und Diversität im Tanz für junges Publikum und fand erstmals in Kooperation mit der Offensive Tanz für junges Publikum statt, einem Förderprojekt des Bundes und des Berliner Senats für Kultur und Europa im Programm TANZPAKT Stadt-Land-Bund.
Die nächste Festivalausgabe ist vom 13. bis 19. Mai 2022 geplant.

## Produktionen

### Zinnober
- 1980: Rotkäppchen nach Joachim Ringelnatz, Spiel: Hans Krüger, Regie: Steffen Reck
- 1981: Wie's der Alte macht, ist's immer recht nach Hans Christian Andersen, Spiel: Gabriele Hänel und Hans Krüger, Regie: Steffen Reck, Ausstattung: Christian Werdin, Steffen Reck, Gabriele Hänel
- 1982: Die Jäger des verlorenen Verstandes nach Hartmut Mechtel, Spiel: Gabriele Hänel und Hans Krüger, Regie: Steffen Reck, Dramaturgie: Dieter Kraft, Ausstattung: Christian Werdin
- 1982: Einszweidreivierfünfsechsieben nach F.C.Waechter, Spiel: Iduna Hegen, Therese Herwig/Uta Schulz und Günther Lindner, Regie: Gabriele Hänel, Ausstattung: Christian Werdin, Gabriele Hänel, Zinnober
- 1983: Warum Fräulein Phoebe Schwanenglitz vom Himmel fiel, Spiel: Hans Krüger/Werner Hennrich, Günther Lindner, Text: Gabriele Hänel, Regie: Werner Hennrich, Ausstattung: Christian Werdin
- 1983: Station Pillgram von Gabriele Hänel, Regie/Ausstattung/Film: Steffen Reck, Dieter Kraft, Zuschauerpodest: Christian Werdin, Sven Olaf Svenson
- 1984: Neue Rose, Spiel: Hans Krüger, Iduna Hegen, Werner Hennrich, Gabriele Hänel, Günther Lindner, Dieter Kraft, Steffen Reck
- 1985: traumhaft, Spiel: Iduna Hegen – engelchen (schwarzweiß), Gabriele Hänel – graustrumpf violine, Uta Schulz – die singstimme, Werner Hennrich – tuba asher, Hans Krüger – hans, Dieter Kraft – stuhlmann oder das akkordeon, Günther Lindner – stepper alias saxophon, Steffen Reck – der idiot mit dem alten rad.
- 1986: Das Moskauer Bett nach Anton Tschechow, Spiel: Werner Hennrich und Ulrich Zieger, Regie: Gabriele Hänel, Zinnober
- 1986: Die Bremer Stadtmusikanten, Spiel: Iduna Hegen, Uta Schulz/Werner Hennrich, Günther Lindner, Regie: Gabriele Hänel, Bühne: Christian Werdin, Figuren: Zinnober, Dramaturgie: Dieter Kraft, aktuelles Repertoire
- 1987: Straßengeschichten, Mitwirkung an einer Veranstaltung der Konzert- und Gastspieldirektion im KKH „Prater“
- 1987: Der Messias nach Patrick Barlow, Spiel: Gabriele Hänel, Werner Hennrich, Steffen Reck und Jazzquintett live (KC Kaufmann), Regie: Hans Krüger, Ulrich Zieger
- 1989: Sponsai – Erinnern. Ein Sommernachtstraum, Spiel: Iduna Hegen, Uta Schulz, Werner Hennrich, Dieter Kraft, Günther Lindner, Bühne: Christian Werdin, Dramaturgie: Dieter Kraft, Regie: Kollektiv

### Theater o.N. - 1990er Jahre
- 1990: Die Wichtelmänner, Spiel: Regina Menzel, Regie: Werner Hennrich, Ausstattung: Christian Werdin
- 1991: Der kleine Klaus und der große Klaus, Spiel/Ausstattung: Günther Lindner; Regie: Werner Hennrich; aktuelles Repertoire
- 1993: Die Geschichte von der dicken Frau, Spiel/Text: Ania Michaelis, Regie: Steffen Kaiser
- 1994: Der Stern des Coyoten I, Spiel: Gabriele Hänel, Iduna Hegen, Uta Schulz; Regie/Ausstattung: Kollektiv
- 1995: Der Stern des Coyoten II, Spiel: Iduna Hegen, Uta Schulz; Regie/Ausstattung: Kollektiv
- 1996: Reineke Fuchs, Textfassung: Hartmut Mechtel; Regie/Texteinrichtung: Gabriele Hänel; Spiel: Melanie Florschütz, Werner Hennrich, Günther Lindner, Hartmut Mechtel, Ania Michaelis, Uta Schulz; Musik: Jürgen Kurz
- 1996: Die drei kleinen Schweinchen und der Wolf, Spiel: Günther Lindner; Ausstattung: Werner Hennrich, Günther Lindner; Regie: Werner Hennrich; aktuelles Repertoire
- 1996: Aschenputtel, Spiel/Ausstattung: Melanie Florschütz, Gabriele Hänel; Musik: Michael Döhnert; Text: Gabriele Hänel; Regie: Kollektiv
- 1997: In der 13ten Epoche der allgemeinen Begeisterung - Miniaturen, Stücke von Paul Scheerbart (1863–1915); Spiel: Ensemble; Regie: Gabriele Hänel; Musik: Jürgen Kurz; Ausstattung: Gabriele Hänel und Kollektiv
- 1997: Die Schöne und das Tier, Spiel: Melanie Florschütz; Musik: Michael Döhnert; Regie: Kollektiv
- 1997: Die Regentrude, Spiel: Melanie Florschütz, Ulricke Monecke; Ausstattung: Kollektiv; Regie: Gabriele Hänel
- 1998: Das Märchen vom Zaren Saltan, von seinem Sohn, dem berühmten und mächtigen Recken Fürst Gwidon Saltanowitsch, und von der wunderschönen Schwanenprinzessin, Spiel: Uta Schulz; Regie: Werner Hennrich, Ania Michaelis; Ausstattung: Kollektiv; aktuelles Repertoire
- 1998: Der Millenium Bug oder Die Fixierung des Flüchtigen, Spiel: Gudrun Bär, Werner Hennrich, Uwe Steinbach, Moritz Sostmann; Musik: Michael Döhnert; Dramaturgie: Gamma Bak; Videoinstallation/Text/Idee/Regie: Aram Radomski
- 1998: Steintafeln - Heilige Emma, Spiel: wechselnde Besetzungen; Übersetzung/Leitung: Gabriele Hänel
- 1998–2000: Projekt Stein, Spiel: Michael Döhnert, Melanie Florschütz, Moritz Günther, Trixi Günther, Birgit Hägele, Gabriele Hänel, Werner Hennrich, Marlen Melzow, Ulrike Mierau, Ulrike Monecke, Gottfried Roeszler, Leitung: Gabriele Hänel
- 1999: Das Abenteuer, Spiel: Uta Schulz, Künstlerische Mitarbeit: Suse Weiße, Werner Hennrich
- 1999: Das Purpursegel, Spiel: Melanie Florschütz, Konzept/Szenografie: Michael Döhnert, Melanie Florschütz
- 1999: Der kleine Häwelmann nach Theodor Storm, Spiel/Idee/Szenografie: Iduna Hegen, Komposition: Anna Katharina Kaufmann, Künstlerische Mitarbeit: Thomas Neumann, Suse Weiße
- 1999: Der kleine Muck, Spiel: Ania Michaelis, Regie: Friederike Krahl, Hartmut Mechtel, Puppe: Christian Werdin
- 1999: Die Prinzessin auf dem Baum, Spiel: Michael Döhnert, Melanie Florschütz, Künstlerische Mitarbeit: Gabriele Hänel, Marlen Melzow
- 1999: Mare Crisium, Spiel: Hartmut Mechtel, Ania Michaelis, Regie: Steffen Kaiser

### Theater o.N. ab Jahr 2000
Stücke für Kinder
- 2000: Geh dahin, weiß nicht, wohin – hol mir das, ich weiß nicht was Das eigensinnige Kind, Spiel: Günther Lindner, Uta Schulz, Regie: Werner Hennrich, Ausstattung: Günther Lindner
- 2001: Der gestiefelte Kater, Spiel: Uta Schulz, Günther Lindner, Regie: Marlen Melzow, Zoe Svendsen, Puppen: Günther Lindner, Marlen Melzow, aktuelles Repertoire
- 2001: König Lindwurm, Spiel: Ania Michaelis, Regie: Gottfried Roeszler
- 2001: Das eigensinnige Kind, Spiel: Iduna Hegen, Regie/Bühne: Gottfried Roeszler
- 2002: Die Rückkehr der Bankivahühner, Spiel: Birgit Hägele, Ulrike Mierau, Künstlerische Mitarbeit: Gunther Bennung, Gabriele Hänel, Beate Rademacher
- 2002: Jumping Mouse, Spiel: Ulrike Monecke, Künstlerische Mitarbeit: Gabriele Hänel, Suse Weiße
- 2002: Prinzessin Unfug, Spiel/Idee: Ania Michaelis, Regie: Gottfried Roeszler
- 2003: Hase Hase Mond Hase Nacht, Spiel/Konzept: Michael Döhnert, Melanie Florschütz, Regie: Andrea Kilian
- 2003: Kasper und der Drache, Spiel/Ausstattung: Günther Lindner, Regie: Gottfried Roeszler
- 2006: Rawums(:), Spiel: Michael Döhnert, Melanie Florschütz, Künstlerische Mitarbeit: Werner Hennrich
- 2007: Hänsel und Gretel, Spiel: Ulrike Mierau, Sibille Roth, Regie: Luris Thorau
- 2007: Hase und Igel, Spiel: Werner Hennrich, Günther Lindner, Regie: Iduna Hegen
- 2007: O Himmel blau, Spiel: Ania Michaelis, Regie: Barbara Kölling, Koproduktion mit Helios Theater Hamm
- 2008: Spiegel, das Kätzchen nach Gottfried Keller, Spiel: Iduna Hegen, Uta Schulz, Regie: Gabriele Hänel, Koproduktion mit der Schaubude Berlin
- 2010: Der Teufelsschatz, Spiel: Schüler der 1. bis 3. Klasse der Grundschule am Schleipfuhl Berlin-Hellersdorf, Spielleitung: Iduna Hegen, Werner Hennrich
- 2010: Kokon, Spiel: Minouche Petrusch, Karlo Hackenberger, Regie: Ania Michaelis
- 2010: HerzMonster, Spiel: Iduna Hegen, Regie: Werner Hennrich
- 2011: Steinsuppe, Spiel und Regie: Uta Griseldis Lindner
- 2010/2011: Die goldene Gans, Spiel: Schüler der Klasse 4b der Grundschule am Kollwitzplatz Berlin-Pankow, Spielleitung: Günther Lindner, Uta Griseldis Lindner, Sybilla Zaumseil
- 2011: Kling, kleines Ding*, Spiel, Percussion und Gesang: Iduna Hegen, Uta Griseldis Lindner, Andreas Pichler, Regie: Bernd Sikora
- 2011: Hänschen Klein, Spiel: Günther Lindner, Regie: Albrecht Hirche
- 2012: Weiße Wäsche, Spiel: Minouche Petrusch, Günther Lindner, Silke Lange (Akkordeon), Regie: Taki Papaconstantinou
- 2012: Frau Holle, Spiel: Iduna Hegen, Andreas Pichler, Regie: Gabriele Hänel
- 2013: eine kleine geschichte | a small story, Kreation und Spiel: Andy Manley, Ania Michaelis, Koproduktion mit Starcatchers Edinburgh
- 2013: Ma Aisa brasa mi, Spiel: Iduna Hegen, Regie: Jule Kracht, Koproduktion mit dem Jungen Theater Münster
- 2015: Der verliebte kleine Stier, Spiel: Iduna Hegen, Günther Lindner, Uta Griseldis Lindner, Regie: Gabriele Hänel
- 2016: Kleines Stück Himmel, Regie: Ania Michaelis, Komposition: Nuria Hierro Nuñez, Auftragswerk der Deutschen Oper Berlin und des Theaters o. N. in Koproduktion mit den Wuppertaler Bühnen
- 2016: Die Wichtelmänner, Spiel: Uta Griseldis Lindner, Regie: Werner Hennrich
- 2017: Affinity, Spiel: Iduna Hegen, Uta Griseldis Lindner, Andreas Pichler, Regie: Alfredo Zinola
- 2017: Klangquadrat, Entwicklung & Spiel: Florian Bergmann (Klarinette), Benedikt Bindewald (Bratsche), Minouche Petrusch
- 2017: Schnürchen, Entwicklung & Performance: Akiko Ahrendt, Neo Hülcker, Günther Lindner
- 2018: Die zwölf Monate, Spiel: Iduna Hegen, Uta Griseldis Lindner, Text & Regie: Katharina Kummer
- 2019: Future Beats, Spiel: Nasheeka Nedsreal, Andreas Pichler, Bernd Sikora, Regie, Musik: Bernd Sikora
- 2019: YEW:kids, Konzept und Choreografie: Jared Gradinger und Angela Schubot, Sounddesign: Stefan Rusconi
- 2019: Wie kann ich stehen in einer Welt, die kippt?, Regie: Cindy Ehrlichmann, Iduna Hegen, Musik: Doreen Kutzke, Steffen Petzold
- 2020: fragil, Choreografie: Clébio Oliveira, Eine Produktion der Offensive Tanz Berlin im Auftrag des Theater o.N.
- 2020: i ... livin' space, Entwicklung & Spiel: Andreas Pichler
- 2021: Harvest, Choreografie: Isabel Schad, Eine Produktion der Offensive Tanz Berlin im Auftrag des Theater o.N.
- 2021: u ... sci fi, Entwicklung & Spiel: Andreas Pichler
- 2021: Schneekönigin, Entwicklung & Spiel: Kathleen Rappolt, Annea Lounatvuori
- 2022: Bubbles, Entwicklung & Spiel: Florian Bergmann, Alba Gentili-Tedeschi, Minouche Petrusch
- 2022: Flip-Flop, Choreografie: Nasheeka Nedsreal
- 2022: Nachtgewächse, Idee & Figuren: Günther Lindner, Spiel: Iduna Hegen, Uta Lindner

Stücke für Erwachsene
- 2000: Love’s Labour’s Lost nach William Shakespeare, Spiel: Michael Döhnert, Riki Eden, Melanie Florschütz, Trixi Günther, Birgit Hägele, Gabriel Hänel, Iduna Hegen, Werner Hennrich, Laszlo Klapcsik, Günther Lindner, Hartmut Mechtel, Marlen Melzow, Ulrike Mierau, Ulrike Monecke, Beate Rademacher, Gottfried Roeszler, Regie: Gabriele Hänel
- 2000/2002: Open the door, Richard, Spiel: Iduna Hegen, Günther Lindner, Uta Schulz, Paul Sonderegger/Stefan Hellmann/Justus Carriere, Gottfried Roeszler, Künstlerische Mitarbeit: Werner Hennrich
- 2001: Das Muschelessen, Spiel: Gerd Beyer, Karin Oehme, Susanne Rögner, Regie/Konzept: Maya Fanke, Ania Michaelis
- 2001: Fuge der Plattform, Spiel: Melanie Florschütz, Gabriele Hänel, Werner Hennrich, Künstlerische Mitarbeit: Kraut Hills, Gabriele Hänel, Michael Döhnert, Marlen Melzow
- 2003: In der Kürze der Zeit, Spiel: Melanie Florschütz, Werner Hennrich, Regie: Gabriele Hänel
- 2003: Invalidenbahn Ernst Brot, Spiel: Werner Hennrich, Regie: Werner Hennrich und Gabriele Hänel
- 2003: Manekine, Spiel: Iduna Hegen, Günther Lindner, Ania Michaelis, Ulrike Monecke, Uta Schulz, Regie: Gottfried Roeszler
- 2004: Blau übermalt, Spiel: Ania Michaelis, Regie: Gottfried Roeszler
- 2004: Der unbekannte Bruder Grimm, Spiel: Matthias Bernhold, Patricia Christmann, Stephan Korves, Ulrike Monecke, Minouche Petrusch, Uta Schulz, Idee/Regie: Ania Michaelis
- 2004: Handstand auf der Lorelei, Spiel/Idee: Uta Schulz, Künstlerische Mitarbeit: Werner Hennrich
- 2005: Allet Mütze, Spiel: Iduna Hegen, Günther Lindner, Regie: Gabriele Hänel
- 2006: Nichts als die Wahrheit, Spiel: Werner Hennrich, Iduna Hegen, Günther Lindner, Ulrike Mierau, Steffen Reck/ Gottfried Roeszler, Uta Schulz, Regie: Gabriele Hänel
- 2007: Marley war tot, Spiel/Text: Uta Schulz, Künstlerische Mitarbeit: Werner Hennrich
- 2011: Gertrud, Gudrun und ich, Spiel: Uta Griseldis Lindner, Künstlerische Mitarbeit: Wera Herzberg
- 2011: Grenzdorf, Spiel: Wera Herzberg, Werner Hennrich, Regie: Gabriele Hänel, Koproduktion mit der Schaubude Berlin
- 2012: Von Rittern, Rosen und Roger Moore, Spiel: Uta Griseldis Lindner, Künstlerische Mitarbeit: Dagmar Domrös
- 2013: Piraten! Piraten!, Konzept und Spiel: Albrecht Hirche, Günther Lindner, Sophia Martineck, Henning Wagenbreth
- 2013: Der Himmel brennt, Konzept und Erzählung: Marianne Fritz, Uta Griseldis Lindner, Koproduktion mit dem Atelier M., Magdeburg
- 2015: Wachträume - Ein Panoptikum, Regie: Ania Michaelis
- 2021: so much pain! a body piece for LIZ, Regie: Katharina Kummer

## Filme
- traum haft (1986), Film zur gleichnamigen Theaterproduktion, Regie: Zinnober/Werner Buhs, Kamera: Wolfgang Lindig, Erstsendung beim SWF am 10. Januar 1989
- Der gordische Knoten, (letzter) Dokumentarfilm der DEFA über die Mitglieder des „theaters ZINNOBER“, Regie: Jochen Kraußer, Kamera: Sebastian Richter, 1991, Link zu Jochen Kraußer